# Allan Mørkøre
Allan Mørkøre (1971. november 22. –) feröeri válogatott labdarúgó középpályás, ma az FC Hoyvík segédedzője. Bátyja, Kurt Mørkøre szintén válogatott labdarúgó volt.

## Pályafutása

### Játékosként
Erős középpályás és jól fejelő játékos volt. Karrierjét a KÍ Klaksvík csapatában kezdte, majd játszott a HB Tórshavn és a B36 Tórshavn színeiben is játszott. Később az izlandi ÍBV-hez szerződött. Aktív labdarúgó-pályafutását az AB-nél fejezte be, ahol egy ideig játékosedző volt. Azóta a csapat edzője.
Válogatottbeli szereplését 1990 szeptemberében kezdte a Feröeri labdarúgó-válogatott bemutatkozó mérkőzésén, ahol európa-bajnoki selejtezőn meglepetésre megverték Ausztriát. Utolsó mérkőzése egy 2001 júniusi, Jugoszlávia elleni vb-selejtező volt, ahol csereként állt be. 54 válogatott mérkőzésén 1 gólt szerzett, ezzel a 8. legtöbb válogatottsággal rendelkező feröeri játékos.

### Edzőként
Edzőként az Argja Bóltfelagnál mutatkozott be, sikerrel: az első osztályban a hatodik helyet érte el az újonnan feljutott csapattal.

## Fordítás
- Ez a szócikk részben vagy egészben az Allan Mørkøre című angol Wikipédia-szócikk ezen változatának fordításán alapul.  Az eredeti cikk szerkesztőit annak laptörténete sorolja fel. Ez a jelzés csupán a megfogalmazás eredetét és a szerzői jogokat jelzi, nem szolgál a cikkben szereplő információk forrásmegjelöléseként.

## Külső hivatkozások
- Profil, worldfootball.net (angol)
- Profil, National Football Teams (angol)